# Dänische Badmintonmeisterschaft 1943
Die Dänische Badmintonmeisterschaft 1943 fand in Kopenhagen statt. Es war die 13. Austragung der nationalen Titelkämpfe im Badminton in Dänemark.

## Titelträger
| Disziplin    | Sieger                                                     |
| ------------ | ---------------------------------------------------------- |
| Herreneinzel | Tage Madsen, Skovshoved IF                                 |
| Dameneinzel  | Tonny Olsen, Gentofte BK                                   |
| Herrendoppel | Jesper Bie, Københavns BK Børge Frederiksen, Skovshoved IF |
| Damendoppel  | Agnete Friis, Odense BK Tonny Olsen, Gentofte BK           |
| Mixed        | Jan Schmidt Jytte Thayssen, Skovshoved IF                  |